# Saint-Jean-sur-Richelieu
Saint-Jean-sur-Richelieu – miasto w Kanadzie, w prowincji Quebec, w regionie Montérégie i MRC Le Haut-Richelieu. Miasto położone jest nad rzeką Richelieu. Jego początki datuje się na 1666 rok, kiedy to zbudowano tu fort Saint-Jean.
Liczba mieszkańców Saint-Jean-sur-Richelieu wynosi 87 492. Język francuski jest językiem ojczystym dla 94,6%, angielski dla 2,5% mieszkańców (2006).
W mieście rozwinął się przemysł maszynowy, włókienniczy oraz drzewny.